# Giambettino Cignaroli
Giambettino Cignaroli (Vérone 4 juillet 1706 - Vérone 1er décembre 1770) est un peintre italien du baroque tardif (rococo) et du début néoclassique, appartenant à l'école vénitienne, actif au XVIIIe siècle.

## Biographie
Giambettino Cignaroli a été l'élève de Santo Prunati et d'Antonio Balestra et a été actif principalement en Vénétie
Il séjourna à Venise (1735-1738), où il exécuta avec Tiepolo, des fresques au palais Labia.
De retour à Vérone en 1739, Il y peignit quelques fresques et de nombreux tableaux.
Après 1744, son art se tourna vers un nouveau classicisme.
Durant les dernières années de sa vie, il pratiqua la nouvelle peinture d'histoire, classicisante.
En décembre 1764, Giambettino Cignaroli est devenu le directeur de l'Académie de peinture et de sculpture de Vérone.
En 1766, il se rendit à Turin afin de réorganiser l'Académie de la ville.
Il faut noter sa publication : Lettera sul colorire, dans laquelle il exprime son parcours et ses méthodes artistiques.
Saverio dalla Rosa (1745-1821) était son neveu et a été son élève.

## Œuvres
- Madonna col Bambino (1735) Pinacoteca Querini Stampalia Venise.
- Le Martyre de saint Félix et saint Fortunat (1737), Duomo, Chioggia.
- Mort de saint Joseph (1740), Duomo, Mantoue
- la Lutte d'Apollon et Marsyas (1739),
- Transfiguration du Christ (1741) Cathédrale de Vérone
- le Sacrifice d'Iphigénie (1741), Villa Pompei, Illasi, Vérone.
- Sainte Hélène (1741), Castelvecchio, Vérone.
- Fuite en Égypte (1742), Santa Maria Maggiore, Bergame.
- San Procolo visitant San Fermo et San Rustico (1744), Duomo, Bergame.
- Vierge à l'Enfant entre saint Jérôme et saint Alexandre (1744), Chiesa dell'Ospedale, Bergame.
- Aurore (1748), Casa Fattori, Vérone.
- Mort de Socrate (1759),
- Mort de Caton (1759),
- Le Sacrifice d'Isaac,
- Vierge à l'Enfant avec saint Jean-Baptiste enfant et des chérubins
- La Trouvaille de Moïse
- La Mort de Rachel, (1770), Accademia, Venise[3].
- Wolfgang Amadeus Mozart à l’âge de 13 ans, Vérone (1770), Collection privée.

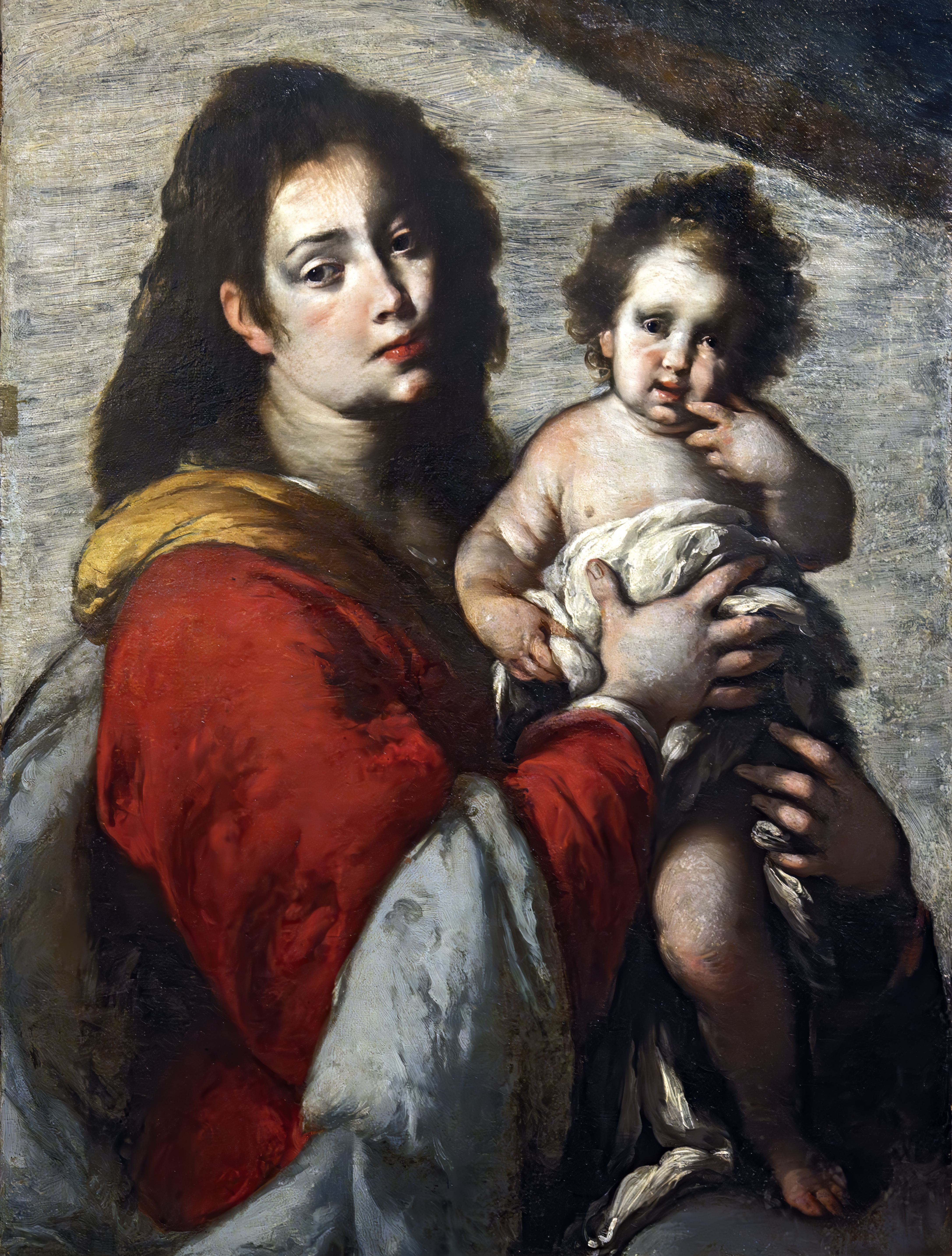
Madonna col Bambino - 1735 Pinacoteca Querini Stampalia
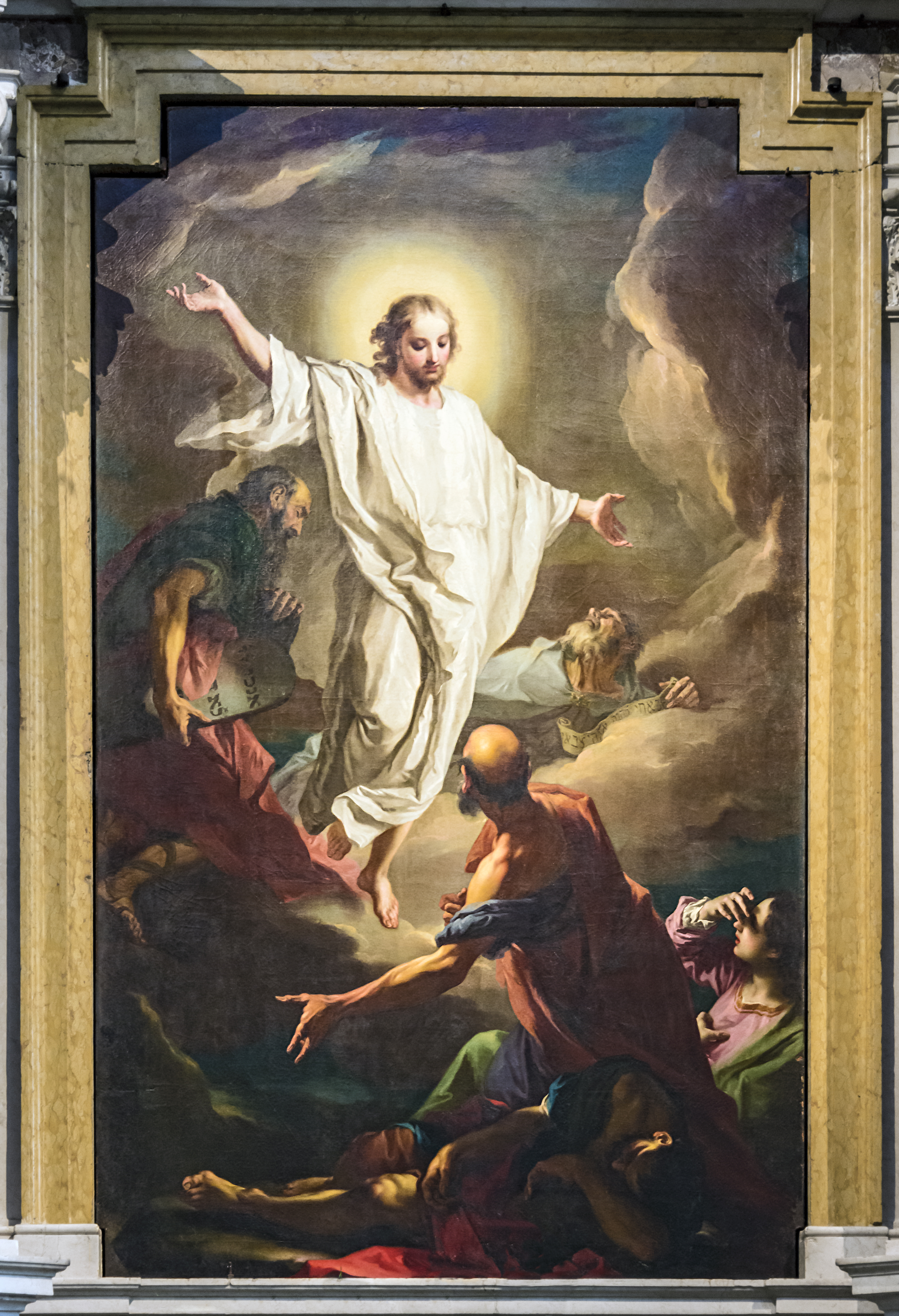
Transfiguration du Christ (1741), Cathédrale de Vérone
La mort de Rachel - Galeries de l'Académie de Venise